# سرخیو پنا
سرخیو پنا (انگلیسی: Sergio Peña؛ زادهٔ ۲۸ سپتامبر ۱۹۹۵) بازیکن فوتبال اهل پرو است.
از باشگاه‌هایی که در آن بازی کرده‌است می‌توان به باشگاه فوتبال گرانادا، الیانزا لیما، و الیانزا لیما، اشاره کرد.
وی همچنین در تیم‌های ملی فوتبال Peru U20 Peru ۵ اکتبر ۲۰۱۷ بازی کرده‌است.